# Monaster Świętych Borysa i Gleba w Anosinie
Monaster Świętych Borysa i Gleba – prawosławny stauropigialny żeński klasztor w Anosinie w obwodzie moskiewskim.

## Historia

### Powstanie i funkcjonowanie do rewolucji październikowej
Żeńską wspólnotę opartą na regule mniszej utworzyła w swoim majątku w Anosinie, przy ufundowanej przez siebie cerkwi, księżna Jewdokija Mieszczerska w 1821 we współpracy z metropolitą moskiewskim Filaretem, który polecił siostrom żyć według reguły studyckiej. Jeszcze w tym samym roku wspólnota otrzymała status monasteru, zaś założycielka złożyła wieczyste śluby mnisze, przyjmując imię zakonne Eugenia i natychmiast potem otrzymując godność ihumeni. Mniszki prowadziły surowy tryb życia – same wykonywały wszystkie niezbędne prace w klasztorze, nie zatrudniały najemnych pracowników, zachowywały regułę modlitewną i pełny dobowy cykl nabożeństw. Wstęp osób świeckich na teren klasztoru był zabroniony. Założycielka klasztoru zmarła w wieku 63 lat; po jej śmierci kierownictwo we wspólnocie przejęła mniszka Anastazja, chłopka z pochodzenia, wychowanka nieżyjącej ihumeni. Dwanaście lat później została ona przeniesiona do Monasteru Władycznego w Sierpuchowie; zastąpiła ją Eugenia (Ozierowa), wnuczka twórczyni wspólnoty. W okresie kierowania przez nią monasterem miał miejsce szybki rozwój wspólnoty. Słynęła ona z surowych zasad życia mniszego, była też porównywana do Pustelni Optyńskiej, gdyż rozwinęła się w niej instytucja starczestwa – starsze, doświadczone mniszki opiekowały się rozwojem duchowym młodszych sióstr, przyjmowały również świeckie kobiety zwracające się do nich z prośbami o modlitwę i radę. W przededniu rewolucji październikowej w monasterze żyło 180 mniszek i posłusznic, prowadzone było gospodarstwo i pracownie rękodzieła.

### W ZSRR
Po rewolucji październikowej monaster funkcjonował początkowo tak, jak do tej pory, został jednak obłożony wysokimi podatkami. Mniszki utrzymywały się z prowadzenia gospodarstwa. W 1928 na polecenie władz zarejestrowały monaster jako komunę pracy, jednak jeszcze w tym samym roku wspólnotę zmuszono do rozproszenia się, a przełożona, cztery siostry i dwóch kapelanów zostało aresztowanych. Zniszczone zostały przechowywane w monasterskich cerkwiach ikony i dzwony, monasterskie archiwum i bibliotekę przewieziono do Istry. W świątyniach klasztornych utworzono magazyn i klub; następnie powstał tam jeden z pierwszych w obwodzie moskiewskim kołchozów. Część głównej świątyni klasztornej, soboru Trójcy Świętej, została wysadzona w powietrze podczas II wojny światowej.
Z monasterem związane były dwie mniszki kanonizowane jako święte nowomęczennice – Daria (Zajcewa) oraz Tatiana (Fomiczowa).

### Restytucja
W 1992 patriarcha moskiewski i całej Rusi Aleksy II utworzył w zniszczonym kompleksie monasterskim metochion patriarszy. W celu odnowienia tradycji żeńskiego życia mniszego do Anosina przybyły mniszki z monasteru Trójcy Świętej i św. Sergiusza z Radoneża w Rydze. W 1999 wspólnota otrzymała status monasteru stauropigialnego. Odnowione zostały XIX-wieczne budynki mieszkalne dla mniszek, sobór Trójcy Świętej i cerkiew św. Dymitra z Rostowa, trwa odbudowa cerkwi św. Anastazji. Mniszki zajmują się prowadzeniem przytułku dla osieroconych dziewczynek, ponownie posiadają również gospodarstwo.

## Przełożone monasteru
- Eugenia (Mieszczerska), 1821–1837[1]
- Anastazja, 1837–1849[2]
- Eugenia (Ozierowa), 1849–1875[2]
- Rafaela (Rowinska), 1875–1879[2]
- Joanna (Makarowa), 1879–1919[2]
- Alipia (Taiszewa), 1919–1928[3]
- Warachila (Buczelnikowa), 1992–2005[4]
- Maria (Sołodownikowa), od 2005[4]